# Philippe De Ridder
Philippe Joseph Jacques De Ridder of De Ridder-Pollet (Bredene, 7 december 1773 - Brugge, 30 oktober 1856) was een Belgisch senator.

## Levensloop
De Ridder was een zoon van Jan De Ridder en van Isabelle Van Damme. Hij was getrouwd met Isabelle Pollet.
Hij was van 1814 tot 1839 conservator van de hypotheken in Brugge. In 1839 werd hij hypotheekbewaarder in Veurne.
In het jaar 1839 werd hij verkozen tot unionistisch senator voor het arrondissement Veurne-Diksmuide en vervulde dit mandaat tot in 1851.